# James Brewster
James "Wally" Brewster, Jr. (n. Lindale, 1960) es un diplomático estadounidense. Fue embajador de Estados Unidos ante la República Dominicana desde el 23 de noviembre de 2013 hasta el 20 de enero de 2017. 
Confirmado unánimemente por el Senado de los Estados Unidos el 14 de noviembre de 2013 y en la Casa Blanca fue juramentado por el vicepresidente Joe Biden, el 22 de noviembre, poco antes de que Brewster saliera de Washington para tomar posesión de su cargo en Santo Domingo. Al asumir el puesto, se convirtió en la primera persona abiertamente LGBT en representar a Estados Unidos como embajador en un país de América. En la noche de ese mismo día, Brewster contrajo matrimonio con su pareja de 25 años, el ejecutivo de bienes raíces Bob J. Satawake. La ceremonia y la recepción se llevaron a cabo en el Hotel Hay-Adams, cerca de la Casa Blanca.

## Biografía
Nacido en Lindale, Texas, Brewster obtuvo un AA en Mercadeo de Tyler Junior College en Texas en 1980 y una licenciatura en Administración de Empresas en la Universidad de Texas A&M en 1983. Su carrera comenzó con la comercialización y la gestión de las posiciones en el área de Dallas. En 1996, se trasladó a Chicago para trabajar en una sociedad de inversión en bienes raíces, General Growth Properties, donde finalmente subió a convertirse en vicepresidente de marketing y comunicaciones. En 2010, Brewster comenzó su propia compañía, SB & K Global, también con sede en Chicago.
Además de su carrera de negocios, Brewster se desempeñó como Copresidente nacional del Consejo de Liderazgo LGBT para el Comité Nacional Demócrata y ocupó el mismo papel en la campaña de Obama 2012.. Brewster también fue parte de la fundación Human Rights Campaign por más de 30 años y sirvió en su Consejo Nacional de Administración.